# Bile
Bile su naselje u Hrvatskoj u sastavu Grada Novog Vinodolskog. Nalaze se u Primorsko-goranskoj županiji.

## Zemljopis
Bile se nalaze na 528 m.n.v.
Sjeverozapadno su Smokvica Krmpotska, Jakov Polje i Drinak, sjeverno-sjeveroistočno je Podmelnik, sjeveroistočno su Javorje, Ruševo Krmpotsko i Zabukovac, istočno je Alan, jugozapadno je Sibinj Krmpotski.

## Stanovništvo
| broj stanovnika | 212   |       |       | 184   | 168   | 199   | 196   | 177   | 131   | 138   | 81    | 52    | 18    | 13    | 8     | 5     | 7     |
|                 | 1857. | 1869. | 1880. | 1890. | 1900. | 1910. | 1921. | 1931. | 1948. | 1953. | 1961. | 1971. | 1981. | 1991. | 2001. | 2011. | 2021. |